# Egyptische tempel (Antwerpen)

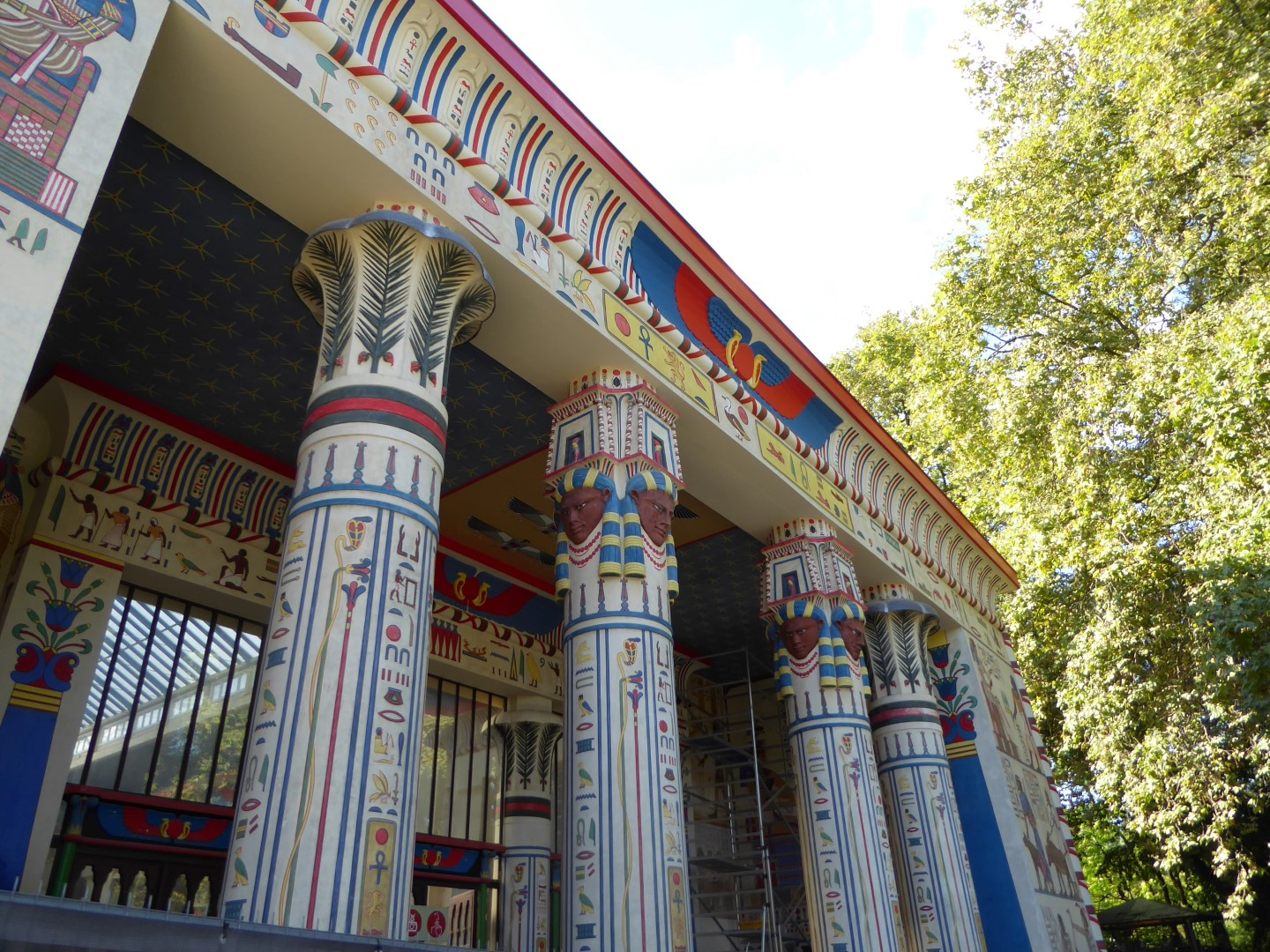
Tempel; buitenzicht van het voorportaal.

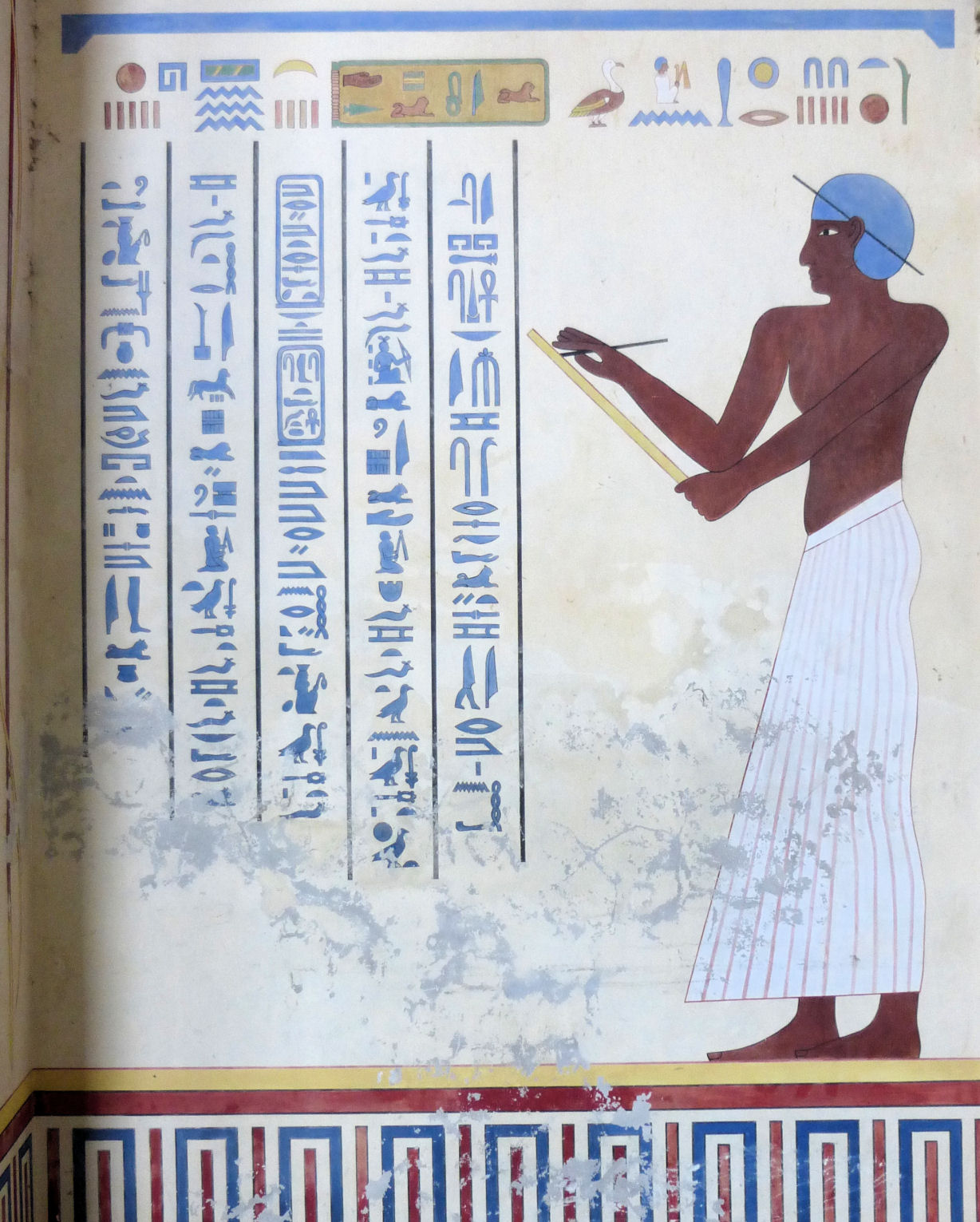
hiërogliefen ontworpen door Delguer

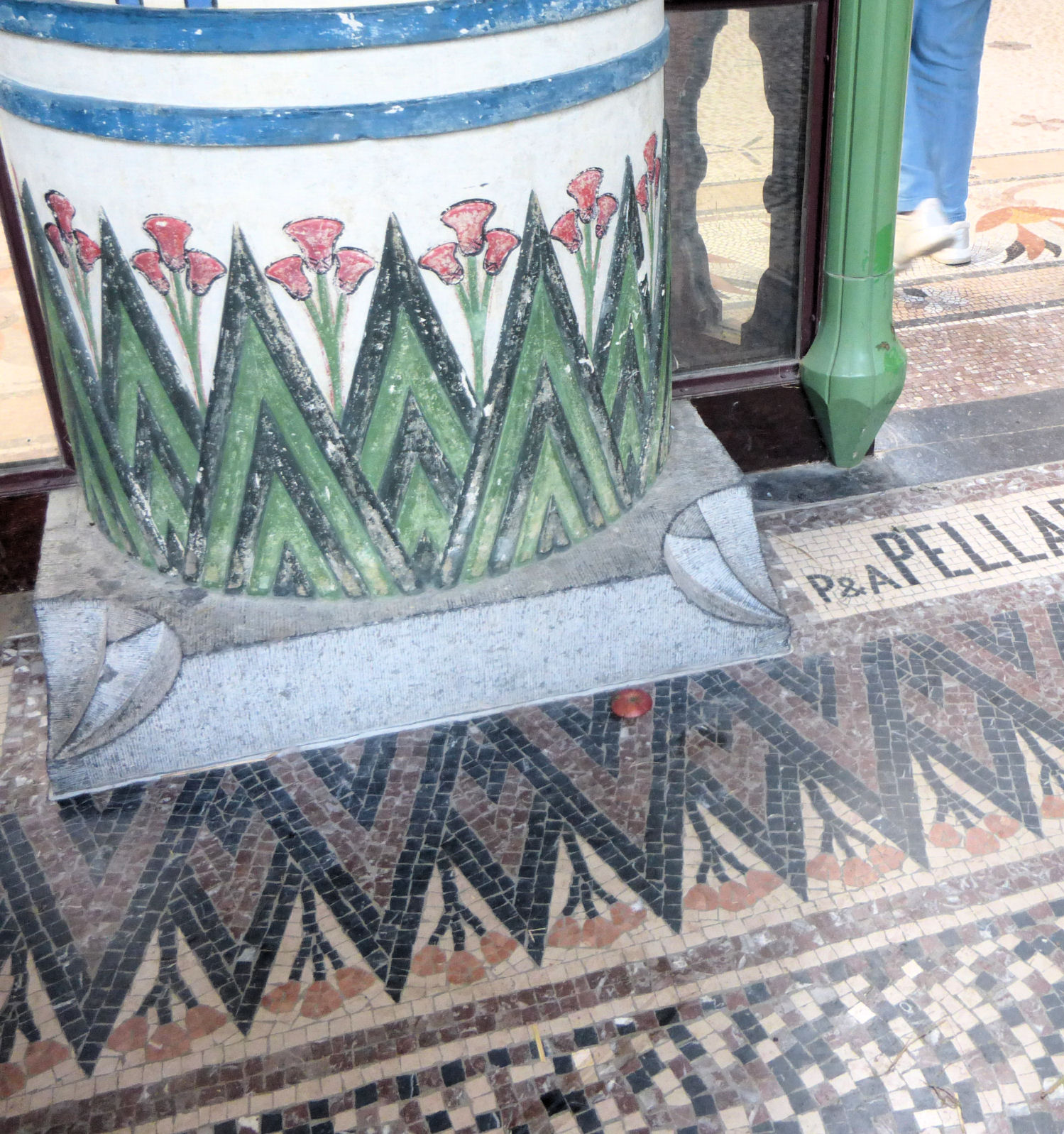
Vloer met polychrome mozaïeken

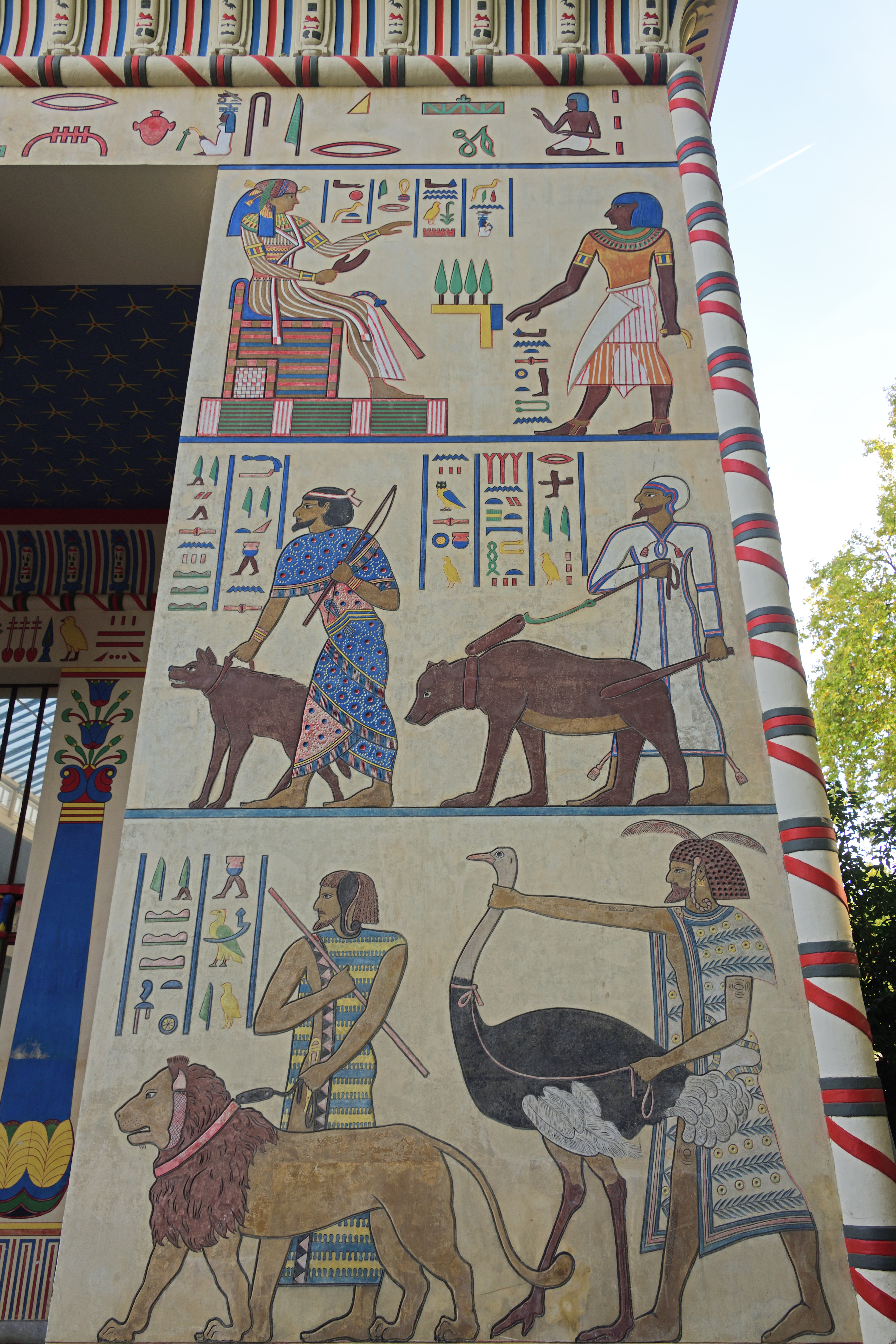
Rechter pyloon met de teksten van Delguer, met bovenaan de Stad Antwerpen.

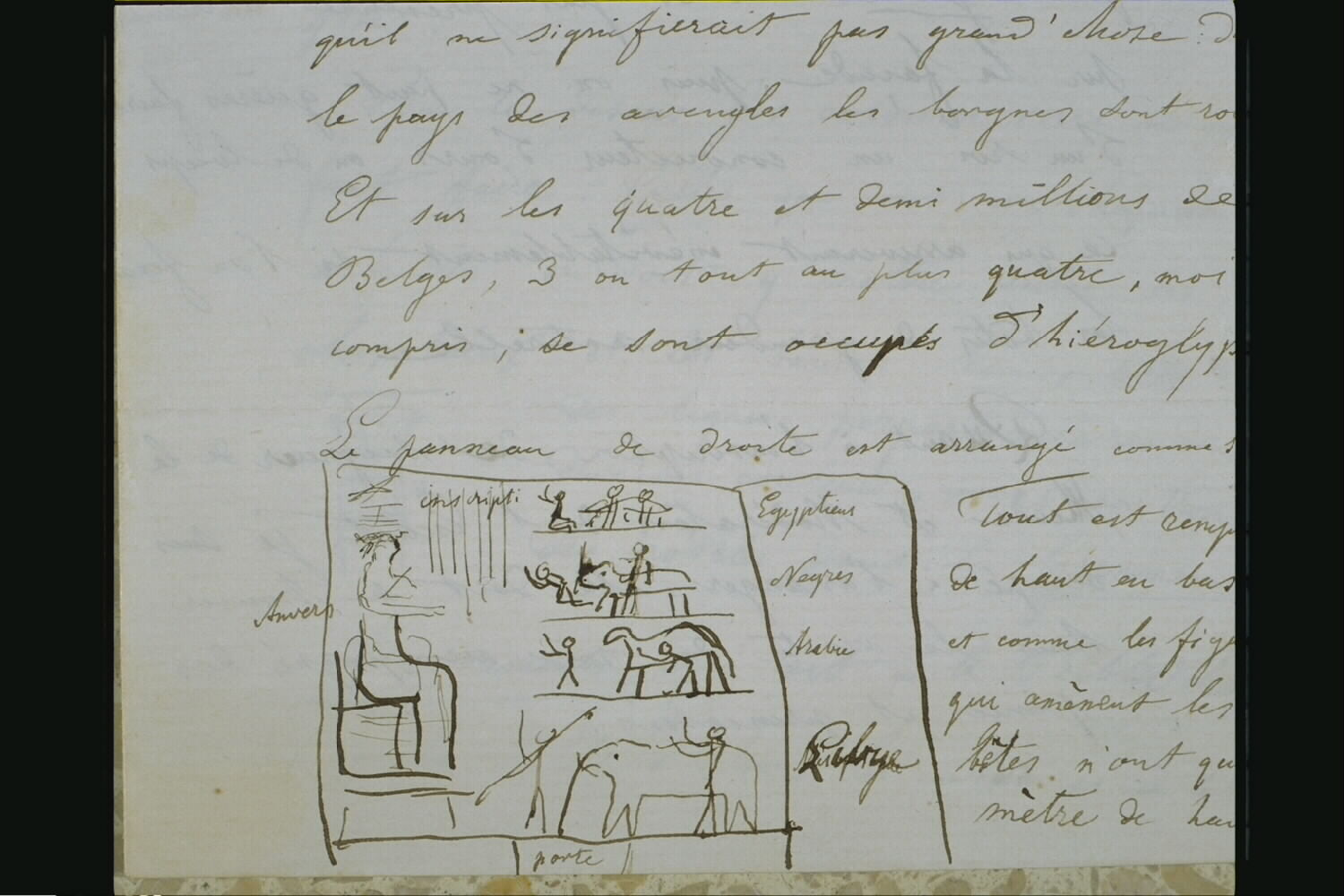
Ontwerp van de hiërogliefen.

De Egyptische tempel is een folly in de Zoo van Antwerpen, gebouwd in ca. 1855-56. Het bouwwerk is ontworpen door architect Karel Servais. Het wordt beschouwd als één van de meest waardevolle neo-Egyptische gebouwen in West-Europa. Ook is het één van de oudste gebouwen in de Zoo. 

## Geschiedenis
De officiële opening door de koninklijke familie vond plaats op 19 augustus 1856. Op 4 augustus 1861 bezocht koning Leopold I de tempel opnieuw, die dan versierd was met kleurrijke fresco's en ornamenten.

## Architectuur
De wanden van het voorportaal zijn versierd met polychrome afbeeldingen en moderne hiërogliefen. Deze zijn het werk van de oriëntalist Lodewijk Delguer. Er zijn verschillende tekstontwerpen en schetsen bewaard, die een beeld geven hoe de tekst door hem werd omgezet en vertaald. 
Deze hiërogliefen vertellen de geschiedenis van de bouw en zijn een lofzang op koning Leopold I en de Belgische monarchie. Speciaal werd een symbool ontworpen dat de Stad Antwerpen verbeeldt, die de tempel aan koning Leopold schenkt. De koning is afgebeeld als "Farao Leopold I van Opper- en Neder-België". Daarnaast is er een hiëroglief waarop koning Leopold een wolf aan de stad Antwerpen schenkt. Ook zijn de directeurs Kets en Vekenmans opgenomen in de ornamenten. 

### Teksten in het voorportaal
In het voorportaal werden verschillende teksten verwerkt, waarbij Delguer zich inspireerde op een lofzang ter ere van Koningin Victoria in de tempel van Chrystal Palace. Het resultaat van de vertaling is uniek in België en wordt beschouwd als een meesterwerk van Egyptische vertaalkunst. De bekendste fragmenten verheerlijken koning Leopold:
Werken (uitgevoerd) het 25ste jaar onder Z.M. de Koning, Zon en Leven van België, de Zoon van de Zon, Leopold de Eerste, toen Teichmann goeverneur der provincie Antwerpen (was) (en) Frans Loos burgemeester van de Stad Antwerpen. In het 25ste jaar onder Z.M. de Zoon van de Zon, Leopold de Eerste, de vierde maand van Shemoe, de vijfde dag (overkoepelend). Toen kwam de Koning (letterlijk: de Farao), heerser over de Maas en bedwinger van de Schelde, in het gezelschap van de koninklijke zoon, van zijn geslacht, zijn geliefde, de aanvoerder van het leger, Leopold (diens) echtgenote, zijn geliefde, de dochter van de koninklijke zoon van het geslacht van wijlen Maria-Theresia, de Heerseres over de twee landen, de onsterfelijke keizerin, Maria-Henrietta, de koninklijke zoon, van zijn geslacht, zijn geliefde, de aanvoerder van de ruiterij, Filips (en) de koninklijke dochter, van zijn geslacht, zijn geliefde, Charlotte; en hij verblijdde zijn hart bij het aanschouwen van dit bouwwerk zonder weerga in België."

### Decoratie
De polychrome uitwerking gebeurde in samenwerking met de decoratieschilder Jean-Joseph Stalins en zoon.  Hij baseerde zich op de ornamenten en in het bas-reliëfs van de Beit El-Wali tempel en het moderne tempeltje gekend als de Egyptian Court in het Crystal Palace. 
De gevels werden tussen 1984 en 1988 gerestaureerd, en nogmaals in 2015.
De grond van de ingang is versierd met polychrome mozaïeken, uitvoering door mozaiëkkunstenaars Pellarin uit Brussel.

## Dierenverblijf
De Egyptische tempel werd oorspronkelijk gebouwd als verblijf voor neushoorns, olifanten, dromedarissen, giraffen, zebra's, nijlpaarden en tapirs, en later ook gebruikt voor onder andere De Bruijnpademelons, laaglandanoa's, Arabische oryxen, struisvogels en okapi's. Anno 2022 huisvestte de tempel twee jonge mannelijke Aziatische olifanten en drie vrouwelijke giraffen.